# بوفی
بوفی (به فرانسوی: Beaufay) یک کمون (فرانسه) در فرانسه است که در canton of Ballon واقع شده‌است. بوفی ۲۳٫۸۷ کیلومتر مربع مساحت دارد.